# 30 juin dans les chemins de fer
 (juin 2010).
Si vous disposez d'ouvrages ou d'articles de référence ou si vous connaissez des sites web de qualité traitant du thème abordé ici, merci de compléter l'article en donnant les références utiles à sa vérifiabilité et en les liant à la section « Notes et références ».
30 mai 30 juillet
Chronologies thématiques
- Croisades
- Sports
- Disney

Cette page concerne les événements qui se sont déroulés un 30 juin dans les chemins de fer.

## Événements

### XIXesiècle
- 1827 : en France, mise en service[1] de la première ligne de chemin de fer de France et d'Europe 
continentale entre Saint-Étienne et Andrézieux, dans le département de la Loire. Jusqu'à l'arrivée de la vapeur, la traction est hippomobile.
- 1870 : en France, inauguration de la section Moulis - Pauillac du chemin de fer de Bordeaux à la Pointe de Grave (compagnie du Médoc).
- 1878 : en France, déclaration d'utilité publique de la ligne de Buzy à Laruns, à construire par l'État.
- 1883 : 
  - en France, inauguration de la section Pau - Buzy du chemin de fer de Pau à Oloron-Sainte-Marie. (Midi).
  - en France, la Compagnie des chemins de fer de l'Est ouvre la ligne de Bas-Évette à Giromagny dans le Territoire de Belfort.
- 1889 : aux États-Unis, la compagnie Cleveland, Cincinnati, Chicago and St. Louis Railway, également appelé la Big Four Railroad, est créée par la fusion des compagnies Cleveland, Columbus, Cincinnati and Indianapolis Railway (en), Cincinnati, Indianapolis, St. Louis and Chicago Railway (en) et Indianapolis and St. Louis Railway.

### XXesiècle
- 1919 : en Suisse, inauguration des 42 km du tronçon Brigue - Gletsch de la ligne de chemin de fer à voie métrique et à crémaillère Furka-Oberalp.
- 1924 : en France, inauguration du Chemin de fer de la Rhune, train à crémaillère alimenté en courant triphasé.
- 1928 : en France, ouverture des prolongements à Richelieu - Drouot des lignes 8 (depuis Opéra) et 9 (depuis Chaussée d'Antin - La Fayette) du métro de Paris.
- 1935 : en France, fermeture et déclassement de la ligne de Bordeaux à Cadillac (Tramway de Bordeaux à Cadillac).
- 1952 : en France, ouverture de la section Porte de Saint-Ouen - Carrefour Pleyel de la ligne 13 du métro de Paris.
- 1959 : 
  - en Algérie, la Compagnie des chemins de fer algériens de l'État et l'État français signent une convention créant la Compagnie des Chemins de Fer Français en Algérie (CCFA).
  - aux États-Unis, disparition de la Central Pacific Railroad company, rachetée par la Southern Pacific Company.

### XXIesiècle
- 2007 : 
  - en France, ouverture de la ligne B du métro de Toulouse.
  - en France, sur le Funiculaire de Montmartre, après une interruption du service dû à un accident[2],[3],  une des deux cabines est remise en service[4]
- 2009 : en Italie, après un déraillement, un wagon de gaz (GPL) explose à Viareggio, faisant[5] 17 morts et 25 blessés graves.

## Naissances
- 1948 : Vladimir Ivanovitch Yakounine, président de la compagnie des chemins de fer russes de 2005 à 2015.